# Præmieobligation
Præmieobligationer er en type statsobligationer, hvor renten samles i en pulje og udloddes blandt obligationsejerne. De kan ses som lodsedler, hvor man er garanteret at få indsatsen tilbage. Prisen for loddet bliver således inflationens udhulning af indsatsen i obligationens løbetid.

## Præmieobligationer i Danmark
Præmieobligationer blev udstedt af staten i perioden 1948-1980 og blev løbende forlænget frem til 1998, hvor Finansministeriet besluttede at indstille forlængelserne.
Forældelsesfristen for indløsning udløb den 22. september 2020 for de sidste af præmieobligationerne. Alle gevinster er forældet.

## Præmieobligationer i Sverige
Før skattereformen i 1990 var præmieobligationer en fordelagtig opsparingsmetode for privatpersoner, eftersom beskatningen på uddelte gevinster var lav. I dag er gevinsterne skattefrie, men da beskatningen af andre kapitalgevinster er lavere end før skattereformen, samtidig med at den udloddede rente er lavere end på andre opsparingsformer, er præmieobligationer i dag mindre attraktive.
Udtrækningen sker normalt således at den, der ejer 25 til 100 obligationer, er garanteret gevinst.
Præmieobligationerne udstedes af Riksgäldskontoret og sælges både af dem og af bankerne. Der er desuden et mindre salg af præmieobligationer på Stockholmsbörsen.
Indtil 1996 var alle præmieobligationer i papirform. I dag eksisterer præmieobligationerne kun i elektronisk form og håndteres som andre obligationer i Värdepapperscentralens system.